# Болденига (Бреша)
Болденига је насеље у Италији у округу Бреша, региону Ломбардија.
Према процени из 2011. у насељу је живело 367 становника. Насеље се налази на надморској висини од 86 м.